# Los Helmstedt
Los Helmstedt ist die Begleitband des deutschen Musikers Bela B. Sie begleiten Bela B. seit 2006 auf Tourneen und Festivals. Die meisten Mitglieder sind auch an den Aufnahmen für Belas Soloalben beteiligt.

## Die Bandmitglieder
- Olsen Involtini ist Co-Produzent der beiden Alben Bingo und Code B. und laut Bela B. musikalischer Mastermind der Band. Als Produzent und Remixer war er auch schon für Bands wie Rammstein, Seeed oder die Lemonbabies tätig. Er spielt auch in der Band Emigrate.
- Wayne Jackson ist ebenfalls Co-Produzent der beiden Alben. Er produzierte sein zweites Soloalbum, weshalb er auch auf der Tour 2009 nicht dabei war. Als Produzent hat er unter anderem auch ein Album mit Lula produziert.
- Ina Paule Klink arbeitet hauptsächlich als Schauspielerin, zum Beispiel in der TV-Serie Wilsberg. Sie hat aber auch schon zwei Singles veröffentlicht.
- Holly Burnette war und ist Bassist von Mad Sin, Carl Perkins, Dusty Gray and his rough ridin´Ramblers sowie Ray & The Rockets. Zudem war er Studiobassist für Lee Hazlewood. Für das Album Bingo war er als Studiobassist tätig, hatte aber für die Tour keine Zeit.
- Danny Young der skandinavisch-amerikanische Drummer von Gluecifer ist neben dem Beat für die Ansage zum Bobotanz zuständig. In seiner Heimat ist er Radiomoderator.
- Gary Schmalzl, Neuzugang zur Tour 2009. Er ist außerdem bei den Bands Hommes Sauvages, Jingo de Lunch, Cora Frost, Scorchy und seiner eigenen Band Speedmoik mit der Gitarre in Aktion.